# Josette Sheeran

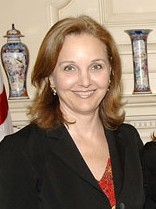
Josette Sheeran (2007)

Josette Sheeran (* 1954) ist eine ehemalige US-amerikanische Direktorin des Welternährungsprogramms der Vereinten Nationen (WFP) (2006–2012) und Sondergesandte für Haiti (2017–2019).

## Leben
Josette Sheeran hat ihr Studium 1976 an der University of Colorado abgeschlossen. In der Folge war sie als Journalistin bei verschiedenen Medien tätig, die im Besitz der Vereinigungskirche standen und zum Schluss bei der Washington Times. Dort übernahm sie im Laufe der Zeit die Verantwortung für die Geschäftsführung und wurde aufgrund ihrer journalistischen Reputation zweimal in eine Jury des renommierten Pulitzer-Preis berufen: 1996 als Mitglied der Preiskommission für Auslandsjournalismus und 1997 als Vorsitzende der Preiskommission für Cartoons. Sie war 1992 die erste (und letztlich auch einzige) US-Journalistin, die mit Kim Il-sung führen konnte. Gegen Ende ihrer Zeit als Journalistin wurde sie von einem Medium als eine der 100 einflussreichsten Frauen in Washington bezeichnet.
Anschließend war sie in der freien Wirtschaft tätig, vor allem als Geschäftsführerin von Starpoint Solutions. Danach wechselte sie in die Politik. So war sie vor ihrer Ernennung zur Exekutivdirektorin von WFP als Staatssekretärin für wirtschaftliche und landwirtschaftliche Angelegenheiten (Under Secretary of State for Economic, Business, and Agricultural Affairs) im Außenministerium der Vereinigten Staaten tätig.
Zwischen 2006 und 2012 war sie die elfte Exekutivdirektorin des Welternährungsprogramms der Vereinten Nationen (WFP – UN World Food Programme). Sie führt damit die größte humanitäre Organisation der Welt. In ihre Amtszeit fielen mit der Welternährungskrise 2008 und der Nothilfe nach dem Erdbeben in Haiti im Frühjahr 2010 die wohl größten Herausforderungen seit Bestehen des WFP. In ihrer wichtigsten Kampagne zur Eindämmung der Welternährungskrise prägte Sheeran Anfang 2008 den Ausdruck, die Welternährungskrise sei ein „stiller Tsunami“. Von dem Magazin Forbes wurde sie im Jahr 2011 auf Platz 30 der Liste „Power Women“ geführt.
Von 2017 bis 2019 war sie UN-Sondergesandte für Haiti, wo die Bekämpfung der Cholera im Zentrum ihrer Arbeit stand.

## Privates
Josette Sheeran hat drei Kinder. Als sie von Forbes auf die Liste der „Power Women 2011“ gesetzt wurde, war sie geschieden und lebte in Rom.